# Wiktor z Tunnuny
Wiktor z Tunnuny (łac. Victor Tunnunensis) – żyjący w VI wieku biskup północnoafrykańskiego, rzymskiego miasta Tunnuny, także dziejopisarz. Data jego narodzin jest nieznana, wiemy, że zmarł około 570 roku.
Jedynym źródłem informacji o jego życiu są wzmianki z jego własnej kroniki. Wiadomo że był niezłomnym obrońcą tak zwanych Trzech rozdziałów, przez co naraził się cesarzowi Justynianowi. Cesarz był przywódcą stronnictwa które uważało Trzy rozdziały za heretyckie i wywierał presję na swoich przeciwników aby ci wyparli się bronionych przez siebie tez. W kościele afrykańskim poglądy szkoły antiocheńskiej zdobyły sobie poparcie wielu biskupów, dlatego polityka cesarska dotykała często rzymskiej Afryki. 
Wiktor nie chciał się wyrzec poparcia dla Trzech rozdziałów, za co, wraz z kilkoma innymi biskupami, został aresztowany i zesłany na Baleary. Po pewnym czasie przeniesiono go do klasztoru w pobliżu Kartaginy, po czym trafił do Aleksandrii. W 556 roku trafił do Kanopus a w 565 roku, wraz z pięcioma innymi biskupami z Afryki, został przeniesiony do Konstantynopola. W stolicy cesarstwa stanął przed Justynianem i patriarchą Eutychiuszem, którzy próbowali go zmusić do podporządkowania się edyktowi ogłaszającemu Trzy rozdziały za błędne. Wiktor wraz z innymi afrykańskimi biskupami odmówili, za co zostali uwięzieni w różnych klasztorach na terenie miasta. 
Wiktor zmarł około 570 roku i mimo iż znaczną część życia spędził w areszcie, to zostawił po sobie kronikę, opisującą dzieje świata od momentu stworzenia do 566 roku. Do naszych czasów przetrwała jednak tylko część opisująca wydarzenia między 444 a 566 rokiem. Dzieło zawiera wiele cennych informacji. Traktuje między innymi o poglądach Eutychesa i poglądach Ariusza, które Wiktor potępiał, o sporze o Trzy rozdziały, zawiera także informacje o królestwie Wandalów w północnej Afryce. Kronika była później kontynuowana przez wizygockiego duchownego Jana z Biclar. Podobnie jak inne dzieła kościoła afrykańskiego, miała duży wpływ na klimat intelektualny panujący w kościele hiszpańskim. 